# NGC 2410
NGC 2410 is een balkspiraalstelsel in het sterrenbeeld Tweelingen. Het hemelobject werd op 2 februari 1885 ontdekt door de Franse astronoom Édouard Jean-Marie Stephan.

## Synoniemen
- UGC 3917
- MCG 5-18-23
- ZWG 147.43
- ZWG 177.35
- IRAS 07318+3255
- PGC 21336